# Muisspringspin
Sitticus caricis is een spinnensoort in de taxonomische indeling van de springspinnen (Salticidae).
Het dier komt uit het geslacht Sitticus. Sitticus caricis werd in 1861 beschreven door Johan Peter Westring.